# Nataša Štefanec
Nataša Štefanec (Čakovec, 1973.), hrvatska povjesničarka, redovita profesorica Filozofskog fakulteta Sveučilišta u Zagrebu.

## Životopis
U Čakovcu je završila osnovnu i srednju školu (Gimnazija Josipa Slavenskog), a 1991. godine upisuje Filozofski fakultet u Zagrebu (smjer Povijest i Filozofija). Od 2001. zaposlena je na Filozofskom fakultetu u Zagrebu. Doktorirala je 2004. godine na Srednjoeuropskom sveučilištu (CEU) s temom "Diet in Bruck an der Mur (1578) and the Estates on the Croatian, Slavonian and Kanisian Military Border". Doktorat je kasnije objavljen kao knjiga pod naslovom "Država ili ne. Ustroj Vojne krajine 1578. godine i hrvatsko-slavonski staleži u regionalnoj obrani i politici".
Područje njenog znanstvenog interesa prije svega je hrvatski (i širi habsburški) prostor u ranome novom vijeku. U njenom opusu posebno se ističu radovi o Vojnoj krajini, obitelji Zrinski, plemstvu i (novoj) političkoj povijesti. Objavila je više desetaka znanstvenih radova.
Sudjelovala je (kao voditelj ili član) u više međunarodnih znanstvenih projekata – Triplex Confinium, Terra Banalis, Evliya Chelebi and Croats itd. 
Na Odsjeku za povijest Filozofskog fakulteta u Zagrebu drži nastavu na preddiplomskoj, diplomskoj i postdiplomskoj razini.

## Objavljene monografije
- Heretik Njegova Veličanstva. Povijest o Jurju IV. Zrinskom i njegovu rodu. Barbat: Zagreb, 2001. (dostupno online)
- Država ili ne. Ustroj Vojne krajine 1578. godine i hrvatsko-slavonski staleži u regionalnoj obrani i politici. Srednja Europa: Zagreb, 2011. (dostupno online)
- Mlinovi na putu! Vodenice na prostoru Sisačko- moslavačke županije u 18. i 19. stoljeću. Društvo Terra banalis: Glina, 2021.
- Military Border of Slavonia and Petrinja (1577–1678) / Slavonska i petrinjska krajina (1577. – 1678.). Registri vojske kao izvor za vojnu i demografsku povijest središnje Hrvatske. Srednja Europa: Zagreb, 2024.